# Morahang
Morahang (nepalski: मोराहाङ) – gaun wikas samiti we wschodniej części Nepalu w strefie Kośi w dystrykcie Terhathum. Według nepalskiego spisu powszechnego z 2001 roku liczył on 769 gospodarstw domowych i 4064 mieszkańców (2138 kobiet i 1926 mężczyzn).